# Municipio de Mulberry (condado de Caldwell)
El municipio de Mulberry (en inglés: Mulberry Township ) es un municipio ubicado en el  condado de Caldwell en el estado estadounidense de Carolina del Norte. En el año 2010 tenía una población de 826 habitantes.

## Geografía
El municipio de Mulberry se encuentra ubicado en las coordenadas 35°56′47.47″N 81°36′26.36″O / 35.9465194, -81.6073222.